# 天津条約 (1885年6月)
天津条約（てんしんじょうやく）は、1885年6月9日に清朝とフランスの間で結ばれた、清仏戦争の講和条約である。
清国代表の北洋大臣李鴻章とフランス公使ジュール・パトノートルによって締結されたため、「李・パトノートル条約」とも呼ばれる。
清はベトナムに対する宗主権を放棄し、これに対するフランスの保護権と、中国南部における通商、鉄道建設を認めた。

## 概要
トンキン戦争講和のため合意された天津停戦協定（李・フルニエ協定）に基づき、1885年6月9日に清仏戦争講和のため両国間で天津にて締結された。
癸未条約・甲申条約にて確立されたベトナム（アンナン及びトンキン）へのフランスの宗主権を認める内容となっており、中国側のベトナムに対する宗主権の放棄が明確となった。この結果、フランスはインドシナ植民地を確定し、植民地帝国を拡大した。

## 内容
1. 清はベトナムをフランスの保護国として認知する
2. ラオカイ（保勝）とランソン以北にそれぞれ通商港を開港する
3. 清が鉄道を敷設する際にはフランスの業者と商議する
4. フランスは基隆、澎湖島から撤退する